# Račiněves
Račiněves (en allemand : Ratschinowes) est une commune du district de Litoměřice, dans la région d'Ústí nad Labem, en Tchéquie. Sa population s'élevait à 640 habitants en 2021.

## Géographie
Račiněves se trouve à 7 km au sud-ouest de Roudnice nad Labem, à 20 km au sud-sud-est de Litoměřice, à 35 km au sud-sud-est d'Ústí nad Labem et à 37 km au nord-ouest de Prague.
La commune est limitée par Přestavlky au nord, par Kleneč et Vražkov à l'est, par Straškov-Vodochody et Bříza au sud, et par Martiněves à l'ouest.

## Histoire
La première mention écrite du village date de 1262.

## Transports
Par la route, Račiněves se trouve à 11 km de Roudnice nad Labem, à 24 km de Litoměřice, à 47 km d'Ústí nad Labem  et à 47 km de Prague.